# Teatri Uniti
Teatri Uniti è una compagnia teatrale italiana fondata a Napoli nel 1987. Toni Servillo ne è il direttore artistico e Angelo Curti il presidente.

## Storia
Teatri Uniti nasce a Napoli nel 1987, dall'unione di Falso Movimento, Teatro dei Mutamenti e Teatro Studio di Caserta, tre formazioni attive nel panorama teatrale italiano ed internazionale degli anni settanta. A partire dai tre registi fondatori Mario Martone, Toni Servillo e Antonio Neiwiller, Teatri Uniti si configura come un laboratorio permanente per la produzione e lo studio dell'arte scenica contemporanea che intreccia il linguaggio propriamente teatrale con quello del cinema, della musica, delle arti visive.
Tra gli esempi più significativi, l'opera di Mario Martone Teatro di Guerra, presentato al festival di Cannes nella primavera 1998. Inoltre, Toni Servillo mette in scena nel 1991 Rasoi, primo successo di una serie di opere tra le quali quelle di Viviani, Molière, Marivaux e il Goldoni della Trilogia della Villeggiatura, oltre a Le voci di dentro di Eduardo De Filippo. Va inoltre ricordata Licia Maglietta e il lavoro da interprete e regista di Andrea Renzi.
L'affiancamento della produzione cinematografica all'attività teatrale costituisce la reale specificità di Teatri Uniti, presente in numerose opere quali Morte di un matematico napoletano (Gran Premio della Giuria a Venezia 1992), L'amore molesto (Cannes 1995) di Mario Martone, Il verificatore (Venezia 1995) e Gorbaciòf (Venezia 2010), di Stefano Incerti, L'uomo in più (Venezia 2001) e Le conseguenze dell'amore (Cannes 2004), di Paolo Sorrentino, Quijote (Venezia 2006) di Mimmo Paladino, Grido (Roma 2006), di Pippo Delbono, Napoli 24 (Torino 2010), Santa Lucia (Torino 2021) di Marco Chiappetta. Possono essere inoltre ricordati diversi film sul teatro, come Rasoi (1993), Finale di partita (1996), oltre al monologo de L'altro sguardo (1996), L'uomo di carta (1996), Delirio amoroso (2005), Chiòve (2007).
Un lavoro continuato, in tal senso e con ancora altre premesse, da Massimiliano Pacifico e Diego Liguori, che firmano regia e fotografia di 394 Trilogia nel mondo (2011), il documentario (anche titolo del cofanetto, film e libro, pubblicato nella collana Feltrinelli Real Cinema), con cui si ricostruiscono i quattro anni della lunga tournée internazionale dello spettacolo Trilogia della villeggiatura di Goldoni, diretto e interpretato da Toni Servillo. Un film che si fa racconto di un viaggio; 394 tappe, in tante città come Berlino e Mosca, Parigi e New York, Madrid e Istanbul, attraverso le quali Toni Servillo e la sua compagnia realizzano una sintesi tra pubblici, luoghi, culture e stili di vita diversi.
Con il film di Sabato, Domenica e Lunedì (del 2004) di Eduardo De Filippo, in scena al Teatro Mercadante di Napoli, la regia televisiva di Paolo Sorrentino offriva un esempio di unione tra i due linguaggi. Una sintesi tra teatro e cinema che continua ancora, firmato da Paolo Sorrentino, dell'eduardiano Le voci di dentro.